# Venezillo culebrae
Venezillo culebrae là một loài chân đều trong họ Armadillidae. Loài này được Van Name miêu tả khoa học năm 1936.